# 펠렐리우주

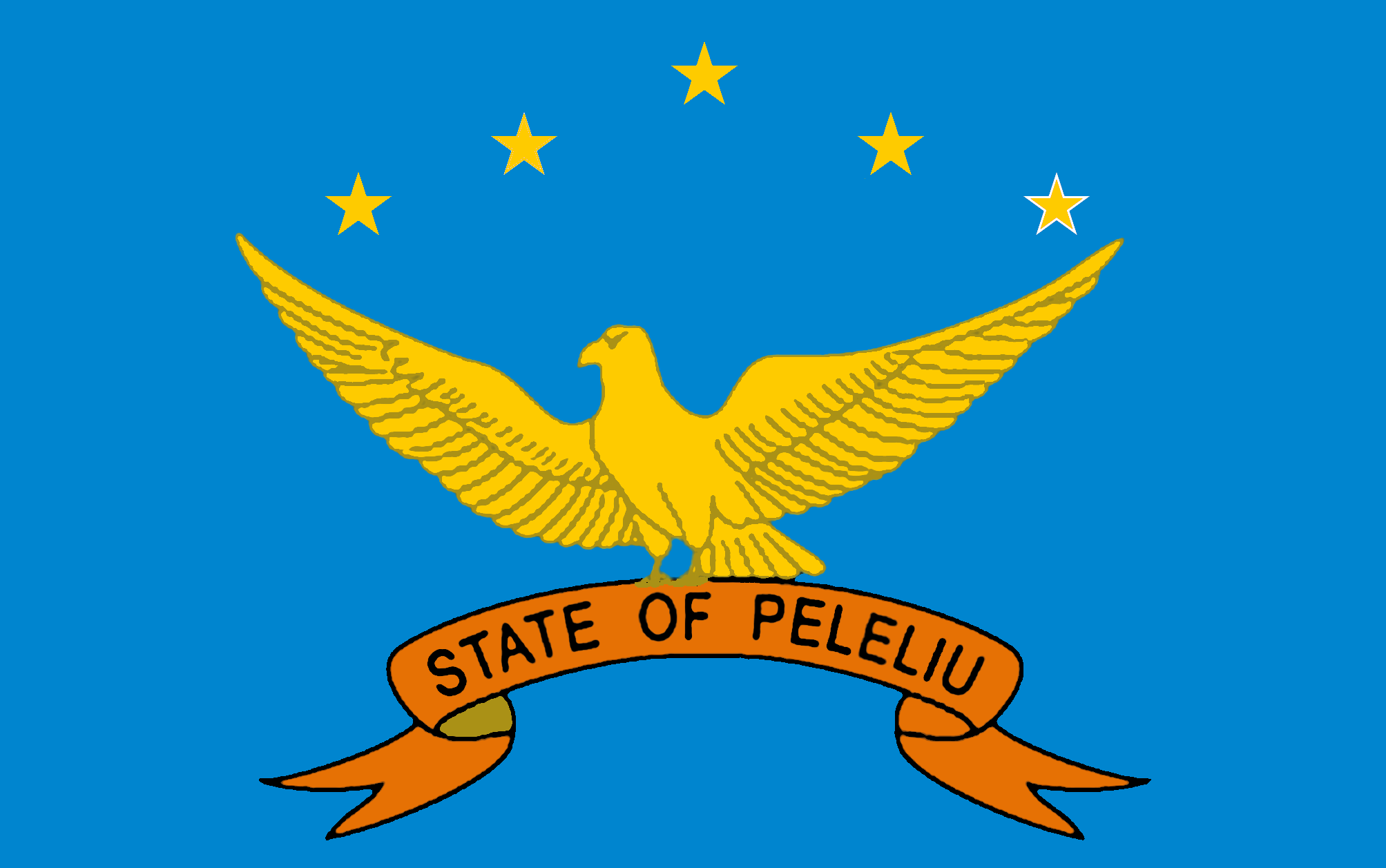
펠렐리우주 기(旗)

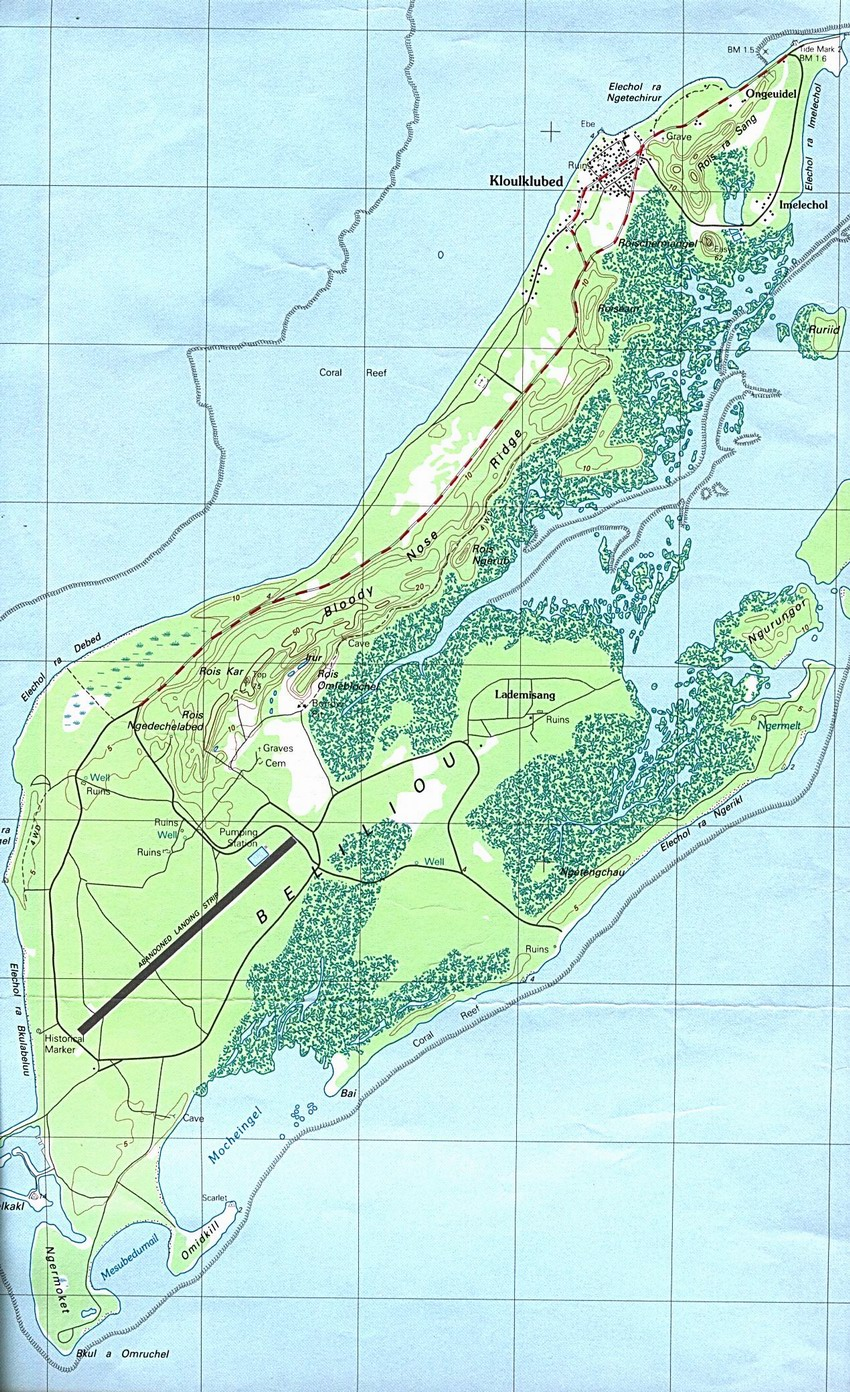
펠렐리우섬 지도

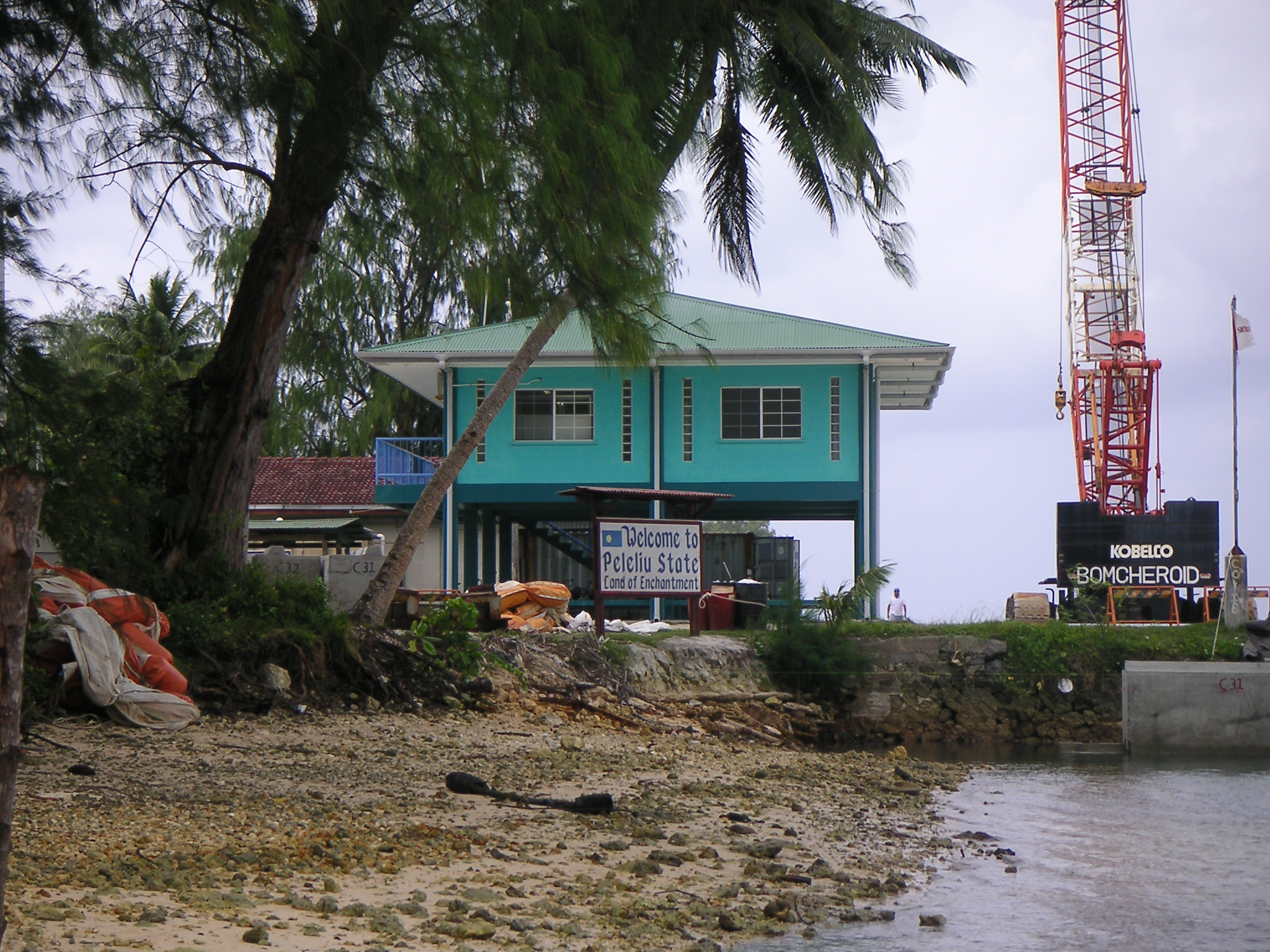
펠렐리우섬 북쪽 부두

펠렐리우주(영어: Peleliu)는 팔라우의 주로, 앙가우르주 북동쪽과 코로르 남서쪽에 위치한다. 주도는 클루클루베드(Kloulklubed)이며 면적은 13km2, 인구는 484명(2015년 기준)이다. 북쪽으로는 멜레케오크주, 동쪽으로는 가르드마우주, 남쪽으로는 가라르드주와 접한다. 팔라우에서 세 번째로 인구가 많은 주이며 주민들은 대부분 클루클루베드(Kloulklubed, 북서쪽), 이멜레촐(Imelechol, 북동쪽), 라데미상(Lademisang, 남단), 옹게우이델(Ongeuidel, 북단) 마을에 거주한다.
펠렐리우섬 및 주변 제도를 관할한다. 펠렐리우섬은 태평양 전쟁 당시 연합군과 일본군의 펠렐리우 전투가 벌어졌던 곳으로, 미군에서는 펠렐리우섬에서의 전투를 "교착 작전"(Operation Stalemate)이라 불렀다.